# Перлове просо
Перлове просо (Pennisetum) — рід широко поширених трав'янистих рослин з родини злаків (Poaceae), представники роду виростають в тропічних і теплих помірних регіонах світу. Великий і мінливий рід, але колосоподібні суцвіття з щетинками легко впізнаються. Суцвіття утворюють дуже щільні, вузькі волоті, що містять пучки колосків, що перемежовуються зі щетиною. Морфологічно відрізняють три типи щетинок, у деяких видів є всі три типи щетинок, а у інших тільки один або два. Іноді щетинки покриті волосками, часом довгими і ефектними, схожими на пір'я, від чого утворено латинська назва роду — лат. penna («перо») і seta («щетина»).
Деякі види, що відносяться в даний час до роду Pennisetum раніше вважалися видами Cenchrus, а деякі були перенесені назад. Основною морфологічною ознакою для диференціації є ступінь злиття щетинок в суцвітті, але ця ознака не досить надійна. Нещодавно було пропоновано перенести Pennisetum в Cenchrus разом з родинним родом Odontelytrum.
Згідно з Plants of the World Online та Catalogue of Life таксон є синонімом до Cenchrus L. (гострянка).

## Синоніми
- Amphochaeta Andersson
- Beckeropsis Fig. & De Not.
- Catatherophora Steud.
- Eriochaeta Fig. & De Not.
- Gymnotrix P. Beauv.
- Lloydia Delile
- Loydia Delile, orth. var.
- Macrochaeta Steud.
- Penicillaria Willd.
- Pentastachya Steud., nom. inval.
- Sericura Hassk.(інші мови)